# 17486 Hodler
17486 Hodler este un asteroid din centura principală de asteroizi.

## Descriere
17486 Hodler este un asteroid din centura principală de asteroizi. A fost descoperit pe 10 septembrie 1991 la Tautenburg de Freimut Börngen. El prezintă o orbită caracterizată de o semiaxă mare de 2,70 ua, o excentricitate de 0,33 și o înclinație de 9,1° în raport cu ecliptica.